# 2018年度香港小姐競選
 2018年度香港小姐競選 （第46屆）是電視廣播有限公司舉辦的選美活動，於2018年8月26日20:00-22:30假新界将军澳電視廣播城一號錄影廠舉行 。本年度的口號為 「Be the Best , Beat the Rest」及「啟發美夢初心」，是2018年TVB Amazing Summer推介的綜藝節目之一，由鄭裕玲、陸永權、鄭詩君、麥美恩、陸浩明（泳裝問答環節：蕭正楠、曹永廉、麥明詩及馮盈盈）擔任司儀 。

## 評選機制
本年度的香港小姐競選將會再次施行公眾投票機制以決定三甲賽果，並將決賽分成四個階段，進行三輪淘汰 。
- 第一階段：電視台於2018年8月19日深夜12時起開放其Big Big Fun手機程式的投票介面，觀眾可從20名佳麗中投選5位佳麗進入第二階段 。
- 第二階段：大會會選出12名佳麗進入此階段，觀眾可從12名佳麗中投選3位佳麗進入第三階段 。
- 第三階段：大會會選出5名佳麗進入此階段，觀眾可從5名佳麗中投選3位佳麗進入第四階段 。
- 第四階段：大會會選出3名佳麗進入此階段，觀眾可從3名佳麗中投選1名佳麗 。

於第一至第三階段，大會會將觀眾的投票數字聯同大會評判團於8月26日決賽舉行期間之評分以決定晉身下一階段之佳麗人選，而第四階段則以三強佳麗於完成最後一個環節後，所獲得之觀眾票數決定其最終名次 。觀眾可作無限次修改，並以最後一次投票為準 。

## 比賽結果
該年度的香港小姐競選，除了冠、亞、季軍三甲獎項之外，亦設有「最上鏡小姐」，也會重設「友誼小姐」，總共5個獎項 。大會高層在8月21日的記者會後向所有佳麗公佈取消了「Big Big Channel最受歡迎香港小姐」這個獎項，部分佳麗在當日直播時公佈 。

### 名次
| 最後結果         | 參賽者        |
| ---------------- | ------------- |
| 2018香港小姐冠軍 | - 17號 陳曉華 |
| 亞軍             | - 20號 鄧卓殷 |
| 季軍             | - 7號 丁子田  |
| 五強             | - 14號 何泳芍 |
| 五強             | - 15號 陳苑澄 |

### 大會獎項
| 獎項       | 參賽者        |
| ---------- | ------------- |
| 最上鏡小姐 | - 20號 鄧卓殷 |
| 友誼小姐   | - 8號 陳靜堯  |

### 贊助商 / 其他獎項
| 獎項                     | 參賽者                                                          |
| ------------------------ | --------------------------------------------------------------- |
| 最佳首飾演繹佳麗         | - 1號 蘭倚婷                                                    |
| 我最喜愛佳麗獎           | - 17號 陳曉華                                                   |
| 最佳彩妝達人獎           | - 1號 蘭倚婷 、2號 庄嘉慧 、3號 梁致欣 、4號 鄧美欣、5號 鞏姿希 |
| 最佳口才獎               | - 7號 丁子田 、8號 陳靜堯                                       |
| 現場觀眾至like才藝表演獎 | - 5號 鞏姿希 、15號 陳苑澄                                      |
| 最具口才小姐             | - 2號 庄嘉慧                                                    |
| 被抽中試戴后冠佳麗       | - 19號 楊帆                                                     |

## 決賽日節目流程
| 司儀         | 鄭裕玲、陸永權、鄭詩君、陸浩明、麥美恩、麥明詩、馮盈盈、曹永廉、蕭正楠 |
| 首席星級評判 | 陳百祥 |
| 評判團       | 胡鴻鈞、譚俊彥、陳家樂、鄭俊弘、丁子朗、黃祥興、黃子恆、謝東閔、陳煒、李佳芯、朱千雪、蔡思貝、王君馨、吳若希、傅嘉莉、劉佩玥、劉穎鏇、蘇韻姿、邵珮詩、張寶兒、莊思明、王卓淇、黃心穎 |
| 評判         | 田蕊妮、李施嬅、陳凱琳、黎諾懿 |

該年度的決賽於2018年8月26日在將軍澳電視廣播城舉行，香港無綫電視翡翠台於當晚8時04分至10時31分作現場直播競賽部份，並於晚上10時35分至11時播出賽後訪談《 後生仔睇完港姐傾吓偈 》現場直播節目，以下是當晚的節目流程：

### 競賽節目流程
- 第一節（20:04 - 20:19）：
  - 司儀登場介紹節目及評判進入會場
  - 20強佳麗作自我介紹
  - 司儀鄭裕玲講解賽事的流程
  - 大會於20時18分首次公布觀眾投票排名，按當時於電視畫面中公佈的排行順序為：
    - （預計獲晉級）陳曉華、丁子田、何泳芍、鄧卓殷、梁致欣、李芷晴、黃子桐、高育英、黎智、鄧美欣、蘭倚婷、陳苑澄
    - （預計被淘汰）庄嘉慧、楊帆、工藤佑采、鞏姿希、李明芙、童銘欣、杜愛恩、陳靜堯
- 第二節（20:23 - 20:34）：
  - 1至10號佳麗才藝表演
- 第三節（20:37 - 20:52）：
  - 11至20號佳麗才藝表演
  - 佳麗泳裝登場
  - 大會於20時51分再次公布觀眾投票排名，按當時於電視畫面中公佈的排行順序為：
    - （預計獲晉級）陳曉華、丁子田、何泳芍、鄧卓殷、李芷晴、梁致欣、黃子桐、高育英、李明芙、黎智、庄嘉慧、鄧美欣
    - （預計被淘汰）楊帆、陳苑澄、蘭倚婷、鞏姿希、工藤佑采、童銘欣、杜愛恩、陳靜堯
- 第四節（20:57 - 21:07）：
  - 「 花花世界 」 時裝表演
  - 首席星級評判陳百祥就佳麗表現作出評價
  - 於21時05分進行第一輪淘汰，按當時司儀鄭裕玲及陸浩明宣布獲晉身 「第二階段」之十二強佳麗的次序為：陳曉華、何泳芍、李芷晴、庄嘉慧、鄧美欣、高育英、李明芙、鄧卓殷、梁致欣、陳苑澄、丁子田、黃子桐
- 第五節（21:10 - 21:21）：
  - 泳裝問答環節（一）：庄嘉慧、梁致欣、鄧美欣、丁子田
- 第六節（21:24 - 21:33）：
  - 泳裝問答環節（二）：李芷晴、李明芙、何泳芍、陳苑澄
- 第七節（21:36 - 21:47）：
  - 泳裝問答環節（三）：黃子桐、陳曉華、高育英、鄧卓殷
- 第八節（21:52 - 22:02）：
  - 由曹永亷 、蕭正楠引領穿著粉紅色旗袍的佳麗獻唱歌曲《難兄難弟》
  - 五強彩色晚禮服進場，十二強佳麗先步行舞台右邊（電視畫面左邊）之梯級，由司儀宣布佳麗移至晚禮服前，如上方射燈亮起則停留原處，否則即被淘汰，過程分三次進行
  - 宣佈最後五強
- 第九節（22:06 - 22:15）：
  - 五強佳麗感言
  - 於22時11分，大會司儀鄭裕玲按以下次序宣佈丁子田、鄧卓殷及陳曉華為晉身三強之佳麗，再由首席評判陳百祥作出考問，並於22時12分進行最後七分鐘之投票
- 第十節（22:19 - 22:32）：
  - 佳麗訓練片段回顧，並以20位佳麗合唱歌曲《相對無言》（原唱：關正傑）作背景音樂
  - 由田蕊妮頒發本年度友誼小姐的獎項
  - 由2013年度香港小姐競選冠軍暨最上鏡小姐（雙料冠軍）陳凱琳頒發本年度最上鏡小姐的獎項
  - 司儀宣布已截止投票，並請出三強佳麗聽候賽果
  - 公佈季軍結果，並由2017年度季軍黃瑋琦頒獎
  - 再由2017年度香港小姐競選亞軍何依婷及冠軍雷莊𠒇踏上舞台，並由雷莊𠒇發表卸任感言
  - 由上年度亞軍何依婷頒發2018年度香港小姐競選亞軍
  - 由上年度冠軍雷莊𠒇頒發2018年度香港小姐競選冠軍，並由應屆冠軍佳麗繞場一周接受祝賀。

### 賽後回顧節目
電視台在賽後播出《 #後生仔睇完港姐傾吓偈 》，由節目《#後生仔傾偈》的主持與港姐討論 。
- 第一節（22:35 - 22:44）：冠、亞、季軍和友誼小姐得獎感受
- 第二節（22:49 - 23:00）：訪問三甲佳麗家人的感受，並由四位得獎佳麗再作訴說

## 賽前招募
2018年5月24日，電視台於尖沙咀舉行記者會，冠軍雷莊𠒇、亞軍何依婷、季軍黃瑋琦、Big Big Channel最受歡迎香港小姐張寶欣，劉穎鏇、陳凱琳、馮盈盈、邵珮詩、麥明詩的宣傳片段，並表示五人將成為2018年度香港小姐競選的招募大使。而電視台亦於活動中安排八位出席的佳麗分享參選前後的心路歷程，並宣佈從當日起至6月24日進行招募行動。
出席活動的無綫非戲劇分部經理暨節目監製何小慧表示，近這兩三年的香港小姐有些變化，她們比較有個性，所以今次的宣傳片看到五位香港小姐的活力和青春，表現她們最美，和最自信的一面。她表示過往的香港小姐強調高貴，大方得體，要丁字腳站立，被包裝的形象。然而，新一代的香港小姐具知性美外，更想讓觀眾認識到她們真實的一面，與社會更加貼近。大會希望透過選美，令佳麗們能更有自信地站在台上表現自己，像在大眾旁邊般，而不是高高在上，觸摸不到的香港小姐。6月7日於葵芳新都會廣場及6月22日於將軍澳新都城中心二期進行招募，黃瑋琦、張寶兒、張寶欣、雷莊𠒇、何依婷出席。

## 甄選過程
2018年7月6日，電視台邀請佳麗進行首輪面試，其中負責挑選參賽佳麗的無綫非戲劇分部經理暨節目監製何小慧表示，當日共有157位佳麗參與面試，她接受訪問時説這一年佳麗的身高、身材十分平均，質素及學歷均非常不錯，比去年高。雖然她們的年齡差距較大，但何小慧認為佳麗們可能因為早前的招募宣傳片，令她們充滿自信心，即使無化妝或化淡妝，亦敢於展現真實的一面。而談及第二輪面試，何小慧表示大會預計會從157位佳麗中挑選約70至80位佳麗，入圍因素包括她們的外貌和背景，並期望再看到佳麗們整體的表現，亦有可能需要再多看一次泳裝，但亦因為面試時間有限，故請佳麗們好好把握跟評判溝通的機會，並作更加充足的準備，將自己最好的一面表現出來，並會選出約30人進入準決賽。
2018年7月11日，電視台為香港小姐競選進行第二輪面試，共有51名佳麗到場參與，以「三點式」會見大會評審。無綫非戲劇分部經理暨節目監製何小慧於面試完結後表示，大會在第一輪面試後，有整容、紋身者和「騎呢」的佳麗已全數被「叮走」，次輪面試不作考慮。她說挑選的佳麗的外貌各有特色，不少佳麗亦熱愛運動及擁有健康的膚色，而電視台亦曾於海外尋找佳麗參選，惟考慮擬參選者的會面表現及履歷後，最終未作安排。而今屆將再次實行「全民投票」機制，但仍有待相討實行的細節，大會將於內部評核後，選出約20位入圍候選佳麗並作詳細公布。大會於7月16日舉行內部聚會，向各參賽佳麗講解賽事的程序，並於7月18日安排佳麗分別到九龍塘又一城及銅鑼灣利舞臺的髮型屋整理髮型及形象。

## 參選佳麗

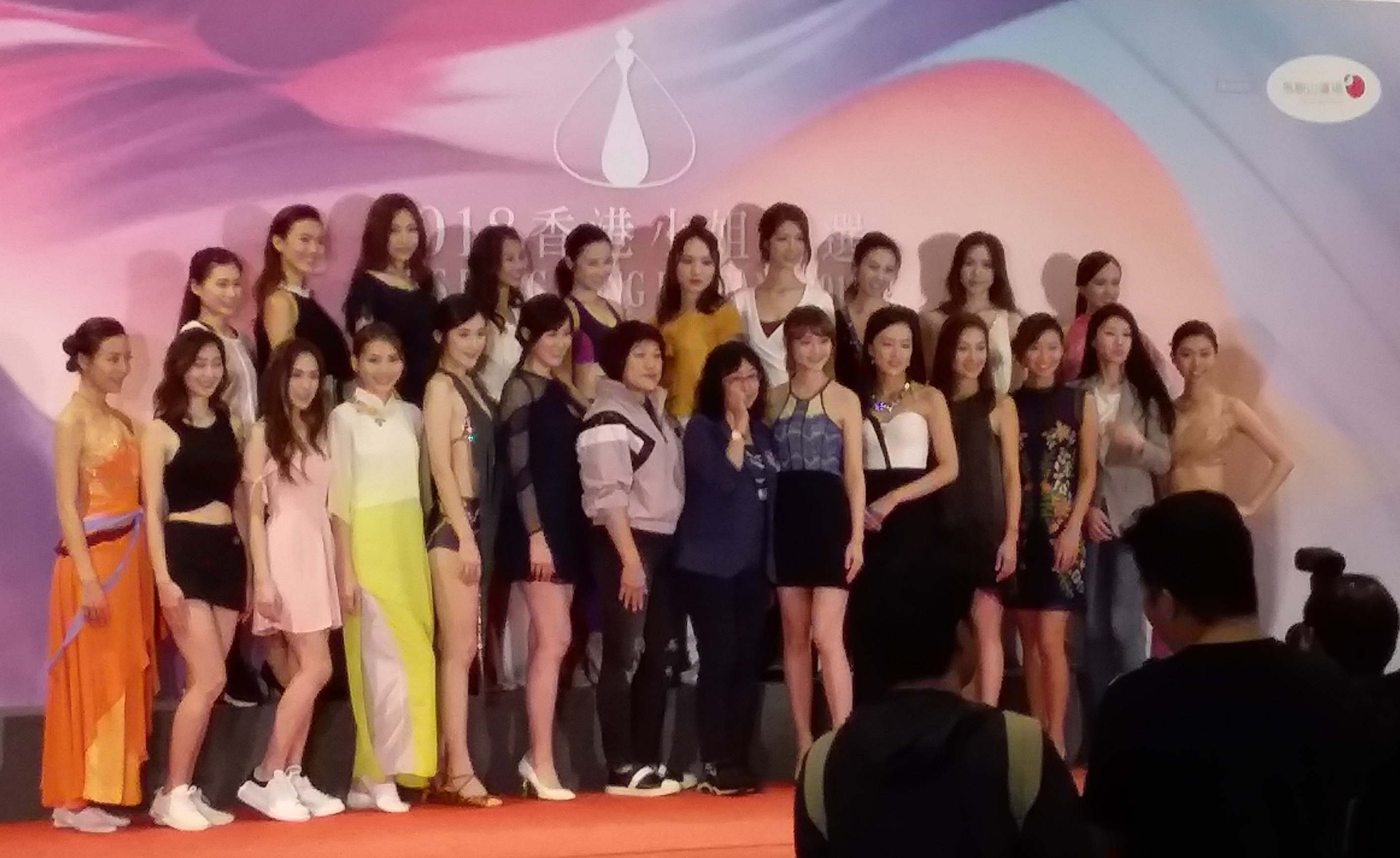
（後排左起）2018年度香港小姐競選11-20號候選佳麗李明芙、童銘欣、黎智、何泳芍、陳苑澄、黃子桐、陳曉華、高育英、楊帆、鄧卓殷
（前排左起）1-5號候選佳麗蘭倚婷、庄嘉慧、梁致欣、鄧美欣、鞏姿希、2013年度香港小姐競選季軍劉佩玥、大會形象監督陳惠英、節目監製何小慧、2014年度香港小姐競選亞軍王卓淇及2018年度香港小姐競選6-10號候選佳麗杜愛恩、丁子田、陳靜堯、工藤佑采、李芷晴於馬鞍山廣場出席活動後合照留影

2018年7月19日，大會在將軍澳某酒店舉行《佳麗會晤新聞界》見面會，正式公佈20位入圍佳麗的名單，首次正式會見傳媒，並由20位候選佳麗作自我介紹：
在這20位佳麗之中，全部都有大學或以上的學歷，當中碩士學生更加有3位，是歷屆入圍港姐之中最多。此外，在這20位佳麗之中，有3位是中國內地人，1位是台灣人，1位是美國人，1位是中日混血兒。
在這20位佳麗之中，最高的佳麗是5號-鞏姿希（Krystl），身高高達5呎9又1/4吋（176公分），而最矮的佳麗是11號-李明芙（Samantha），身高只有5呎1吋（152公分）；而最重的佳麗亦是5號-鞏姿希（Krystl），體重達123磅（約56公斤），最輕的佳麗是20號鄧卓殷（Amber），體重只有94磅（約43公斤）。

### 佳麗年齡
本年度入圍佳麗的年齡則介乎20歲至26歲，當中26歲有1位，25歲有5位，24歲有2位，23歲有10位，22歲有1位，20歲有1位，平均年齡是23.55歲。
| 編號 | 佳麗名字                 | 佳麗名字（英文） | 年齡 | 身高（英吋） | 三圍 | 職業             |
| ---- | ------------------------ | ---------------- | ---- | ------------ | ---- | ---------------- |
| 1    | 蘭倚婷（ 中國大陸）      | Grace Lan        | 23   | 5'7"         |      | 形象顧問         |
| 2    | 庄嘉慧（ 中國大陸）      | Kathy Chong      | 26   | 5'5"         |      | 珠寶設計師       |
| 3    | 梁致欣 （ 悉尼）         | Jenny Leung      | 23   | 5'2½"        |      | 學生             |
| 4    | 鄧美欣                   | Venus Tang       | 25   | 5'6¾"        |      | 酒店客戶服務主任 |
| 5    | 鞏姿希 （ 英国倫敦）     | Krystl Kung      | 25   | 5'9¼"        |      | 畢業生           |
| 6    | 杜愛恩 （ 悉尼）         | Olivia To        | 23   | 5'7¼"        |      | 作曲家           |
| 7    | 丁子田（ 美国芝加哥）    | Sara Ting        | 24   | 5'5"         |      | 藥劑顧問         |
| 8    | 陳靜堯 （ 新西兰奧克蘭） | Claudia Chan     | 25   | 5'6¾"        |      | 小學教師         |
| 9    | 工藤佑采（中日混血兒）   | Yutori Kudo      | 25   | 5'7¾"        |      | 學生             |
| 10   | 李芷晴                   | Stephanie Lee    | 25   | 5'8"         |      | 視覺藝術導師     |
| 11   | 李明芙 （ 英国倫敦）     | Samantha Li      | 23   | 5'1"         |      | 畢業生           |
| 12   | 童銘欣（ 美国波士頓）    | Christy Tung     | 23   | 5'6¾"        |      | 酒店地產分析師   |
| 13   | 黎智（ 美国洛杉磯）      | Linsy Lai        | 23   | 5'8½"        |      | 畢業生           |
| 14   | 何泳芍                   | Honey Ho         | 24   | 5'4"         |      | 自由潛水教練     |
| 15   | 陳苑澄                   | Tania Chan       | 23   | 5'5"         |      | 學生             |
| 16   | 黃子桐                   | Rachel Wong      | 23   | 5'5¾"        |      | 客戶服務經理     |
| 17   | 陳曉華                   | Hera Chan        | 23   | 5'8"         |      | 護理系畢業       |
| 18   | 高育英（ 臺灣台北）      | Kelly Ko         | 22   | 5'4¾"        |      | 學生             |
| 19   | 楊帆（ 中国貴州）        | Krystal Yang     | 20   | 5'4¼"        |      | 學生             |
| 20   | 鄧卓殷                   | Amber Tang       | 23   | 5'3"         |      | 見習建築師       |

### 佳麗晉級情況表
| 淘汰次數 （宣布淘汰時間） | 獲晉級佳麗 | 被淘汰佳麗                                                                                               | 備註                                        |
| ------------------------- | --- | --- | ------------------------------------------- |
| 第一輪淘汰 （21時05分）   | - 2號 庄嘉慧 - 3號 梁致欣 - 4號 鄧美欣 - 7號 丁子田 - 10號 李芷晴 - 11號 李明芙 - 14號 何泳芍 - 15號 陳苑澄 - 16號 黃子桐 - 17號 陳曉華 - 18號 高育英 - 20號 鄧卓殷 | - 1號 蘭倚婷 - 5號 鞏姿希 - 6號 杜愛恩 - 8號 陳靜堯 - 9號 工藤佑采 - 12號 童銘欣 - 13號 黎智 - 19號 楊帆 | 此環節前共有20名佳麗，12名獲晉級、8名被淘汰 |
| 第二輪淘汰 （21時58分）   | - 7號 丁子田 - 14號 何泳芍 - 15號 陳苑澄 - 17號 陳曉華 - 20號 鄧卓殷                                                                                                | - 2號 庄嘉慧 - 3號 梁致欣 - 4號 鄧美欣 - 10號 李芷晴 - 11號 李明芙 - 16號 黃子桐 - 18號 高育英           | 此環節前共有12名佳麗，5名獲晉級、7名被淘汰  |
| 第三輪淘汰 （22時11分）   | - 7號 丁子田 - 17號 陳曉華 - 20號 鄧卓殷 | - 14號 何泳芍 - 15號 陳苑澄                                                                              | 此環節前共有5名佳麗，3名獲晉級、2名被淘汰   |

### 入圍佳麗個人背景
- 1號-蘭倚婷（Grace）在上海讀時裝，她說她在最後一日只剩幾分鐘才去報名。她可以算是20位佳麗之中廣東話最差的一個。
- 2號-庄嘉慧（Kathy）本身是一位運動健將，但後來成為一位珠寶設計師，她說她本身很喜歡珠寶，她家人都是做珠寶的，她亦很喜歡香港小姐的皇冠。她參選除了挑戰自己，她最大挑戰的是家裡有像童話灰姑娘的「門禁」，一向要十二時前回家，她說因為她的家人是福建人，比較傳統，以前12點前要回家，現在放寬了，父母都支持她參選。她亦說現在有男朋友。然而，庄嘉慧於入圍後因跌倒受傷，而缺席多個港姐宣傳活動。據監製何小慧表示，庄嘉慧受傷後須由醫生安排縫針，並被注射抗生素而引起皮膚過敏反應且不宜亮相，但形容庄嘉慧是積極的女生，亦未有退選打算，亦有參與部份非公開之活動和訓練。
- 3號-梁致欣（Jenny）曾參選2016年度澳洲華裔小姐競選[7]，並奪得悉尼賽區季軍和活力小姐。
- 4號-鄧美欣（Venus）
- 5號-鞏姿希（Krystl）在英國倫敦回港參選，她是英國碩士畢業生，除了精通五門語言之外（包括有：廣東話、英語、國語、日語和韓語），還懂拉二胡。她畢業於英國倫敦帝國學院，是Strategic Marketing碩士畢業生。此外，她和2015年度香港小姐競選冠軍暨最上鏡小姐（雙料冠軍）麥明詩有微妙的關係，原來她是麥明詩的緋聞男友Thomas Chong（其家族經營金輪中西蔘茸大藥房，藥房太子爺）的表妹。她則指雖然與表哥同在英國讀書，但雙方各有各忙，返港後也未見過，亦未有告訴他參選香港小姐。
- 6號-杜愛恩（Olivia）在澳洲悉尼回港參選，她說她自己出身音樂世家。3歲的時候，她父親經常與其他音樂家中演奏，耳濡目染之下，她就開始學習樂器，她透露自己最欣賞的華人是樂壇之父——顧嘉煇。因此，她擁有法律與音樂雙學士學位，三個演奏級，在2015年奪得全國青年作曲大賽冠軍，其音樂作品亦在悉尼歌劇院播放了一個半月的時間。
- 7號-丁子田（Sara）在美國芝加哥獨自回港參選，她說因為不想遠距離戀愛而和拍拖5年的男友和平分手。她是由資深導演張堅庭提名，是他好友的姪女，其姑媽是資深演員丁主惠，而其父親曾經跟成龍合過照，是「富二代」。
- 8號-陳靜堯（Claudia）
- 9號-工藤佑采（Yutori），原名大谷美樹[8]，是模特兒出身，在廣州讀工商管理，隨後被爆身世悲慘，先被報導其父母早已去世(其後證實她的爸爸並沒有過世)，她直認已經是很久之前的事，指讀完中學後已開始自己照顧自己，所以沒甚麼好怕，更透露讀完中學後便為名媛陳君宜擔任助手，一邊賺錢養活自己，一邊繼續升學，對方更是她的提名人，一直很照顧她，十足是契姐一樣。她的父親是日本人，母親是香港人。她在香港長大，日語程度一般。
- 10號-李芷晴（Stephanie）曾經為港鐵製作桌上遊戲，培養小學生搭車的好習慣。
- 11號-李明芙（Samantha）
- 12號-童銘欣（Christy）是一名酒店地產分析師。她解釋酒店地產分析師的工作，她說這份工作是她大學時理想的工作，不過她讀大學時不是讀酒店系。譬如有地產商或者政府想起酒店或者渡假村的時候，就會找她這些顧問，她們就會做份報告給他們，告訴客戶那個Project回報有多高。
- 13號-黎智（Linsy）
- 14號-何泳芍（Honey）透露讀書時代已經開始游泳，再加上職業是自由潛水教練，因此膚色如此陽光，以及擁有一身健康的小麥膚色。
- 15號-陳苑澄（Tania）是前女子組合As One的成員之一。她表示離開演藝工作約一年，因為喜歡唱歌和跳舞，所以想參加選美。然而，陳苑澄於2018年8月12日黃昏於青衣碼頭的士站，在移動中的車輛外跳舞，並將片段上載至社交平台，其舉動曾引起廣泛批評。事件曝光後翌日，陳苑澄於出席活動時鞠躬道歉，並一度落淚。
- 16號-黃子桐（Rachel）是從事生物化技幹細胞再生醫療公司的客戶服務經理。她出生於小康之家，家中排行第三，上有哥哥和姐姐，下有一個妹妹，她因為參選今屆港姐而辭去工作，還獨自搬了出來，希望能夠以最佳狀態投入今次選美活動。她説起初參選時，只有母親才知道，父親、哥哥、姐姐、妹妹全部都不知情，後來傳媒報導了她之後，他們就知道她參選港姐，她自己之前都有工作，都有積蓄，搬出來這段時間都是用自己錢，沒有問過家人拿錢。另外，她說她自己試過在大學時期，放暑假的時候，去了英皇旗下一個商場做公關，亦都試過幫英皇娛樂的歌手做一點活動。
- 17號-陳曉華（Hera）歌手狄以達的前女友。她拍過不少廣告，有：Reebok、Levi's、Pizza Hut等。此外，她曾經接過模特兒的工作，更和2013年度香港小姐競選冠軍暨最上鏡小姐（雙料冠軍），亦是今年「最上鏡小姐」評判之一陳凱琳行過婚紗表演。她說她沒有工作，就在找工作之前，參選港姐試一試。
- 18號-高育英（Kelly）在台灣出生，現居香港。她的父親是香港人，母親是台灣人，出生後便到了澳洲生活，但一到假期就會回香港。她在18歲左右便毅然回到台灣，回去台灣後竟然投身歌手行業，更自資數百萬台幣為自己發行唱片，但她則否認。她說其實她很喜歡唱歌，很喜歡表演，所以去了學唱歌。學唱歌的時候，有一個製作人想她幫製作人出唱片，她自己都認同，所以就去嘗試一下。她説是經理人出錢，父母則沒有出錢，但在她小時候父母已經很支持她，很多謝父母。而她的父母是從事魚翅、鮑魚進出口的生意，每年更有幾千萬營業額。而她的父母亦相當支持女兒，而母親為了陪伴女兒，更飛到台灣長期陪著她。她曾經在台灣出道當歌手，其原名是高凱莉，並在2015年，推出首部國語EP，名稱為「説愛我」，又擔任台節目「綜藝大熱門」嘉賓，幕前經驗豐富。
- 19號-楊帆（Krystal）在內地來港讀書已有四年，是一名學生。她透露學過四年K-Pop，很喜歡跳勁舞。
- 20號-鄧卓殷（Amber）在2017年就學期間，奪得亞洲權威雜誌《Perspective》舉辦的年度設計頒獎盛事A&D TROPHY AWARD，是她首個設計的獎項。她亦參加過跳舞學會。另外，她和2016年度香港小姐競選冠軍馮盈盈有很多共通點，包括有：她們都是香港大學畢業，也是同一個髮型師，更是參選時有男朋友。

### 佳麗互選與聯合拉票
在2018年8月20日出版的《TVB周刊》中，曾刊登各佳麗於互相投選下的心儀選擇，當中出現了三對互相投選的佳麗，除了工藤佑采與杜愛恩外，陳曉華與何泳芍、丁子田與鞏姿希亦出現互相投選的情況，亦有網民分別為後兩對佳麗開設「陳何配」及「丁鞏配」之Instagram帳戶，以作聯合拉票。

## 節目策劃
本年度的賽事於2018年8月26日晚上8時至11時於九龍將軍澳電視廣播城舉行，根據大會統籌經理余詠珊於7月19日所述，今屆的港姐賽事將設有「準決賽」，而大會有意將「準決賽」及「決賽」於一個晚上之內接續進行，而過往並未如此施行此流程，故認為是一個十分特別的方法，但由於在短時間內進行兩個大型電視節目，時間安排和綵排就會出現難度，製作費亦要以雙倍計算。
余詠珊表示，當晚的電視直播會分成「準決賽」及「決賽」兩個節目，「準決賽」過程中將會淘汰8至10位佳麗，當中將會設有「全民投票」環節，讓市民投選心水的佳麗晉身決賽，能夠晉身決賽的佳麗有12位，余詠珊估計當晚港姐競選的「準決賽」及「決賽」，於電視播映將持續約三小時。
另一方面，於2017年度香港小姐競選中，在排名首兩位佳麗出現同分情況下，令評判暨校長鄭裕玲突然承受很大的壓力，余詠珊表示大會事後認為當時安排得不夠周詳，沒有想到。故今年將會完善機制，避免再出現同分的情況，並增加「全民投票」的元素，以加強公眾參與。
而無綫非戲劇分部經理暨節目監製何小慧於2018年8月10日佳麗以泳裝會見傳媒後表示，20位佳麗的質素十分平均，但以泳裝示人時則略見緊張，期待各位佳麗也會有良好的發揮。而當記者問及大會取消海外拍攝外景時，何小慧表示因為大會於本年度能籌辦競選的時間較以往短，由兩至三個月縮減至一個半月左右，並且入圍佳麗的數目較以往數年為多，所以寧可安排佳麗留在香港訓練會更加合適。而當記者問及前任司儀曾志偉曾以「慘不忍睹」形容2017年度香港小姐競選，又於ViuTV的世界杯足球賽決賽的電視直播節目中出現，並且與大會統籌經理余詠珊長期出現不和，而未獲安排參與本年度的香港小姐競選時，何小慧表示，其實大會與曾志偉沒什麼介締，而大會亦正在安排評判及司儀人選，並在8月21日公佈。而余詠珊於8月21日出席港姐活動後接受訪問時，將曾志偉形容為「師父」，但因該年度的港姐競選賽制決定得很遲，加上要讓麥明詩、馮盈盈、蕭正楠、曹永廉等新生代主持人及從未擔任司儀的藝員作為主持大型綜藝節目的實戰訓練並增加節目的新鮮感，而像電視台台慶般其他大型綜藝節目並非訓練新晉司儀的理想場合，而這些節目亦需曾志偉協助，故情願在港姐競選之後的活動中再作安排，絕無「封殺」的意圖。
至於觀眾投票安排，據大會統籌經理余詠珊於8月21日所述，當晚會先公佈20位佳麗在觀眾投票中的排名和進行才藝表演，而星級評判團和觀眾於決賽第一階段的評分比重各佔一半。完成第一階段後，大會將淘汰8位佳麗，其餘12名佳麗將進入第二階段。而當進行第三階段後，星級評判團會選出最後三強佳麗，最後由觀眾全面決定三甲名次。而余詠珊亦表示，本年度港姐決賽的觀眾投票系統相當完整，並會留下網民所選擇的名次，投票觀眾亦早已選擇自己心目中的三甲人選及排序，故當第三階段淘汰後，若觀眾與評判選的三強佳麗人選有所出入，大會會先參考觀眾的投票數字以作決定，倘若系統運作正常，則再加入最終截止投票前最後7分鐘的分數，若屆時出現事故，則以觀眾於決賽初段之投票排名視作評分數字。

## 特備節目及活動

### 經翡翠台或J2播出
- 2018年7月22日：《Big Big Channel大公司周年慶》由歷屆港姐朱千雪、蔡思貝、邵珮詩、麥明詩、馮盈盈、何依婷帶領Little Miss Hong Kong。然後由《萬千星輝頒獎典禮2017》「最佳男主角」（俗稱「視帝」）王浩信唱出《不懂撒嬌的女人》插曲《陪着你走》率領應屆佳麗首度登場。
- 7月24日至8月26日:「Little Miss Hong Kong」啟發美夢初心
- 7月30日至8月10日:《美麗百二秒》（翡翠台逢星期一至五晚八時播出，共有十集，每集介紹兩位佳麗，在西貢香港三育書院進行拍攝，而部分佳麗的自我介紹片段其後於觀塘海濱花園拍攝，2號-庄嘉慧（Kathy）因腳傷第一次缺席）節目網頁（页面存档备份，存于）
- 2018年8月3日：錄影J2台清談節目《#後生仔傾偈》，21:35-22:05播出）
- 2018年8月6日至8月26日：20位應屆香港小姐候選佳麗積極備戰廣告，（啟發美夢初心）
- 2018年8月8日至8月26日：「夢想是一場意志的征服」廣告，（啟發美夢初心），5號-鞏姿希（Krystl）、6號-杜愛恩（Olivia）和7號-丁子田（Sara）
- 8月10日至8月26日：「夢想是一場意志的征服」廣告，（啟發美夢初心），8號-陳靜堯（Claudia）、9號-工藤佑采（Yutori）、10號-李芷晴（Stephanie）、11號-李明芙（Samantha）和12號-童銘欣（Christy）
- 8月20日至8月24日：《2018香港小姐競選備戰前奏》

### 經Big Big Channel播出
- 2018年7月6日：Big Big Channel《小姐邊位？》（主持：楊詩敏、莫家淦）
- 2018年7月11日：Big Big Channel《我要做港姐》（主持：丁子朗、譚永浩）
- 2018年7月18日：Big Big Channel《亮麗造型登場》
- 2018年7月19日：《佳麗會晤新聞界》見面會（主持：陸浩明）[15]
- 2018年8月5日：Big Big Channel《候選佳麗祈福》（元朗大樹下東路天后廟）及前往元朗區大榮華酒樓進行宣傳（6號-杜愛恩（Olivia）因病第一次缺席）
- 2018年8月8日：前往澳門進行宣傳活動（於澳門漁人碼頭其內之羅馬競技場作外景拍攝）（2號-庄嘉慧（Kathy）因病而兩度缺席活動）
- 2018年8月9日：前往香港島杏花邨攀石牆進行攀石挑戰（2號-庄嘉慧（Kathy）因病三度缺席活動、（6號-杜愛恩（Olivia）因病第二次缺席）
- 2018年8月9日：Big Big Voice「東角好聲音」（銅鑼灣東角道）（2號-庄嘉慧（Kathy）因傷而四度缺席活動）
- 2018年8月10日：《泳裝會晤傳媒》（2號-庄嘉慧（Kathy）因傷而五度缺席活動）
- 2018年8月13日：儀態訓練
  - 上午：由莫何敏儀講解餐桌禮儀（內部訓練，Big Big Channel未作播出，但於2018年8月21日之翡翠台《備戰前奏》中播出有關片段）
  - 下午：Big Big Channel《馬詩慧Catwalk學堂》
- 2018年8月14日：Big Big Channel口才訓練（主講：鄭丹瑞）（18號-高育英（Kelly）因病第一次缺席）
- 2018年8月15日：化妝前哨戰（主持：蔡康年、嘉賓：郭羅桂珍、陳郭詩慧）
- 2018年8月16日：Big Big Channel《珠寶首飾試戴會》
- 2018年8月17日：Big Big Channel《現場觀眾至Like佳麗》評選 
  - 此活動於當日18:20至19:20於馬鞍山廣場舉行，由莫家淦擔任活動司儀，並邀請2013年度香港小姐競選季軍劉佩玥及2014年度香港小姐競選亞軍王卓淇擔任嘉賓，電視台於此活動中安排獲邀觀眾投選心儀佳麗，得票最多者則成為「現場觀眾至Like佳麗」，20位佳麗於表演後，活動司儀莫家淦先向劉佩玥及王卓淇提問當年參賽的經歷，並對20位佳麗的表現作出評價。其後再公佈「現場觀眾至Like佳麗」的三強名單，分別為5號-鞏姿希、6號-杜愛恩及15號-陳苑澄，然後再向三人作出提問，最後由劉佩玥及王卓淇頒發「現場觀眾至Like佳麗」獎項。
- 2018年8月18日：《才藝15秒》
- 2018年8月21日：《Big Big Fun港姐由你揀》（演出：鄧佩儀、蔡思貝、陳家樂、衛詩雅）
- 2018年8月21日：Big Big Channel《泳裝會晤傳媒及互選友誼小姐》
- 2018年8月25日：泳裝綵排暨試戴后冠

### 大會設題自拍視頻
大會於競賽期間，曾要求佳麗於指定日期及時間利用Big Big Channel進行直播並與網民互動，直播完結後再將各佳麗的視頻片段輯錄以供觀眾點擊收看 。
- 2018年8月6日：Big Big Channel《港姐Q＆A：入嚟做港姐司儀》
- 2018年8月8日：Big Big Channel《港姐的最愛》
- 2018年8月11日：Big Big Channel《絕密私照大公開》
- 2018年8月15日：Big Big Channel《港姐教呢啲》

### See See TVB特備視頻
- 2018年8月21日：《HiHi街街訪港姐IQ題》

## 選後活動
由於2018年度的香港小姐各參賽者之間友誼較為密切，眾參賽者競選後亦曾多次舉行聯誼活動，而電視台亦曾經安排多位參賽者，於競賽後再次於電視節目中亮相。例子有：
- 2號佳麗原任職珠寶設計師，她為各佳麗合購了同一款「皇冠造型」戒指，據了解，此舉是讓各佳麗在參選後也有紀念品以作紀念。[16]
- 該屆港姐競選中的其中15位參賽佳麗，於競選後翌日相約到餐廳食用「雞煲」餐，並合照留念。[17][18]

## 佳麗個人發展
在港姐競選結束後，20位入圍佳麗當中，有14位佳麗於參選後與電視台簽約成為經理人合約藝員，並由電視台藝員部安排同一位經理人（Artiste Supervisior）負責安排演出工作，而14位佳麗於參選後一年內（即2018年10月至2019年9月）之應屆港姐任期內於以下節目及劇集擔任主持及作演出：
| 佳麗姓名 | 常規綜藝節目主持   | 電視劇演出        | Big Big Channel 視頻演出                        | 現況                                                             | 經理人   |
| -------- | ------------------ | ----------------- | ----------------------------------------------- | ---------------------------------------------------------------- | -------- |
| 陳曉華   |                    | 迷網              | 拍拖，你懂嗎？                                  | 經理人合約藝員                                                   | mansi.to |
| 鄧卓殷   | 娛樂大家           | 大步走            | 拍拖，你懂嗎？                                  | 經理人合約藝員                                                   | mansi.to |
| 丁子田   |                    | 愛·回家之開心速遞 |                                                 | 簽約經理人合約2年，2020年8月底轉任慧妍雅集執行委員會成員         | mansi.to |
| 陳靜堯   |                    | 愛·回家之開心速遞 |                                                 | 前經理人合約藝員，2020年8月提前解約及淡出娛圈                    | mansi.to |
| 何泳芍   | 今期流行、學是學非 | 愛·回家之開心速遞 | 三個女仔一個驚 興趣班 拍拖，你懂嗎？ 港姐埋嚟睇 | 經理人合約藝員                                                   | mansi.to |
| 陳苑澄   | 長命不老           | 愛·回家之開心速遞 | 興趣班 Happy Live 港姐埋嚟睇                    | 經理人合約藝員                                                   | mansi.to |
| 庄嘉慧   |                    |                   | 興趣班                                          | 首年為經理人合約藝員，惟已於一年後約滿離開，現向珠寶設計方面發展 | mansi.to |
| 梁致欣   |                    | 愛·回家之開心速遞 | 興趣班                                          | 簽約經理人合約2年，2020年8月底轉投ViuTV                          | mansi.to |
| 鄧美欣   | 娛樂大家           | 愛·回家之開心速遞 | 興趣班                                          | 經理人合約藝員                                                   | mansi.to |
| 李芷晴   | 文化新領域         | 愛·回家之開心速遞 | 興趣班 港姐埋嚟睇                               | 經理人合約藝員                                                   | mansi.to |
| 李明芙   |                    |                   |                                                 | 經理人合約藝員                                                   | mansi.to |
| 黃子桐   | 娛樂大家           | 愛·回家之開心速遞 | 興趣班                                          | 首年為基本藝人合約藝員，後轉簽經理人合約                         |          |
| 鞏姿希   | 娛樂新聞報導       |                   |                                                 | 經理人合約藝員                                                   | mansi.to |
| 杜愛恩   |                    | 愛·回家之開心速遞 | 興趣班                                          | 經理人合約藝員                                                   | mansi.to |

## 外部連結
- 2018年度香港小姐競選官方網頁